# Борисо-Глібський монастир (Дмитров)
Борисо-Глібський монастир — чоловічий монастир РПЦ розташований у місті Дмитров Московської області

## Історія
Монастир засновано не пізніше середини XV століття дмитровськими князями. Цегляна огорожа з баштами збудована у 1680 році, корпуси келій у ХІХ столітті. У 1918–1926 році діяв як жіночий. 1926 року його зачинили, а приміщення передали музею, у 1933 — Дмитлагу потім військовій частині, до 1980-х років там знаходились майстерні. Відновлений у 1993 році, споруди відремонтовані.

## Храмове свято
Храмові свята у Борисоглібському монастирі — Бориса і Гліба а також Олексія, чоловіка Божого

## Основні споруди

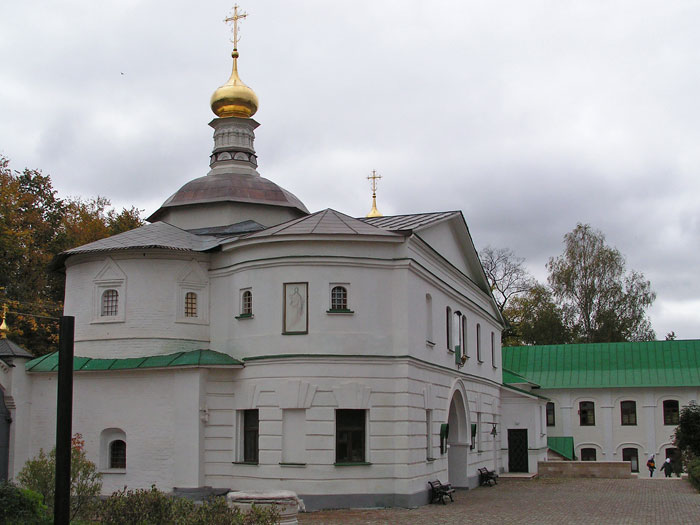
Церква Миколая чудотворця у Монастирі Бориса і Гліба

*Собор в ім'я святих благовірних князів — страстотерпців Бориса та Гліба (Борисоглібський Собор) збудований 1537 року, каплиця 1656 року — це цегляний, чотирьохстовпний, хрестово-купольний храм. Його неодноразово добудовували і перебудовували, зокрема 1656 збудували Олексієвську каплицю. Собор є яскравим зразком московської архітектурної школи початку XVI століття. Настінний живопис у храмі був виконаний у 1824 році, потім оновлювали 1887 та у 1901 році, але пізніше забілили.
- Церква Миколая Чудотворця збудована між 1685 та 1687 рр. Закрита у 1920-х роках, використовувалась під житло, реставрація почалась у 1980-х, у 1990-х повернута віруючим.[4]

- Храм преподобного Олексія, Чоловіка Божого
- Храм ікони Божої Матері Феодорівської
- Каплиця Зішестя Святого Духу збудована у 2003–2004 рр.[5][2]

## Духовно-просвітницький центр «Преображення»
При Борисо-глібському монастирі з 2011 році працює духовно-просвітницький центр «Преображення». Він веде навчання релігії, духовно-моральне виховання, навчання за програмами додаткового навчання. Тут вивчають Закон Божий, іконрознавство, музику, спів, малювання, іконописання, каліграфію. У центрі займаються діти від 5 до 17 років та дорослі. Навчання триває три роки, у вересні 2012 року нравчалось 80 дітей та 70 дорослих.

## Сучасний стан
Станом на 2003 рік у монастирі окрім настоятеля живе три ієромонаха, 2 ієродиякона та 2 послушника.